# Marc John Jefferies
Marc John Jefferies (The Bronx (New York), 16 mei 1990) is een Amerikaans acteur en filmproducent.
Jefferies is het meest bekend van zijn rol als Darius in de televisieserie Treme waar hij in 8 afleveringen speelde en als Derrick Mitchell in de televisieserie The Tracy Morgan Show waar hij in 18 afleveringen speelde.

## Filmografie

### Films
Uitgezonderd korte films.
- 2023 Rock the Boat - als Kaleb
- 2023 Phels High - als Melvin
- 2023 Aurora - als Will
- 2022 13th and Pine - als Tony
- 2022 Fatally Flawless - als Smoke
- 2022 The Leo Movie - als rechercheur Brooks
- 2022 Chocolate City 3: Live Tour - als Carlton
- 2020 Lit - als Sin
- 2020 5th Borough -als Drey
- 2020 Equal Standard - als Kenny Williamson
- 2017 Chocolate City: Vegas - als Carlton Jones
- 2016 Supposition - als neef Akbar
- 2016 Nerve - als Wes
- 2016 Chapter & Verse - als B-Rock
- 2016 Happy Baby - als John
- 2016 The 5th Wave - als jongen op het dak
- 2015 Supermodel - als Shucky
- 2015 Brotherly Love - als Bunch
- 2013 Contest – als Xav
- 2013 Newlyweeds – als drugsdealer
- 2012 LUV - als Newt
- 2011 Big Mommas: Like Father, Like Son – als Rembrandt
- 2011 Yelling to the Sky – als man
- 2010 Slow Moe – als Leon
- 2010 Beware the Gonzo – als Stone
- 2009 Little Hercules in 3-D – als Curtis
- 2009 Notorious – als Cease
- 2008 Assassination of a High School President – als Elliot Duncan
- 2006 Keeping Up with the Steins – als Tim
- 2006 Whitepaddy – als Mikey
- 2005 Get Rich or Die Tryin' – als jonge Marcus
- 2004 Spider-Man 2 – als verbazingwekkende jongen
- 2003 The Haunted Mansion – als Michael
- 2003 Charlie's Angels: Full Throttle – als jongen bij bushalte
- 2002 Friday After Next – als jongen
- 2002 Brown Suger – als jonge Dre
- 2002 Stuart Little 2 – als Will
- 2001 Monsters, Inc. – als stem
- 2000 Cry Baby Lane – als Hall
- 1995 Losing Isaiah – als Isaiah

### Televisieseries
Uitgezonderd eenmalige gastrollen.
- 2021 City on a Hill - als Rickey Townsend - 3 afl.
- 2015 Power - als QDubs - 3 afl.
- 2010 Treme – als Darius – 8 afl.
- 2008 Dexter – als Wendell Owens – 3 afl.
- 2004 – 2005 Fatherhood – als Roy Bindlebeep – 24 afl.
- 2003 – 2004 The Tracy Morgan Show – als Derrick Mitchell – 18 afl.
- 2002 Third Watch – als Miguel White – 3 afl.
- 1997 Cosby – als Davy – 2 afl.

### Filmproducent
- 2016 Strings Attached - korte film
- 2015 Do What He Wants - korte film
- 2015 The Township - korte film
- 2014 The Will to Want - korte film

- International Standard Name Identifier: 0000 0000 4274 843X
- Library of Congress Control Number: no2005030182
- Virtual International Authority File: 12035460
- WorldCat: E39PBJvH9YMwprxfVPrK4VFBT3